# 귀환권
귀환권은 거주이전의 자유에 속하는 권리로 세계 인권 선언과 시민적 및 정치적 권리에 관한 국제규약에서 보장하고 있다. 이스라엘의 귀환법처럼 자국 국적이 없는 재외동포가 본국으로 돌아갈 권리를 보장하는 경우도 있다.

## 같이 보기
- 거주 이전의 자유
- 국적법
- 혈통주의
- 귀환법
- 비호권